# Battaglia di Anzen
La battaglia di Anzen o di Dazimon fu combattuta il 22 luglio 838 a Anzen o Dazimon (ora Dazmana, Turchia) tra l'Impero bizantino e le armate del Califfato abbaside. Gli Abbasidi avevano sferrato una spedizione punitiva con due eserciti separati per vendicarsi dei successi dell'Imperatore bizantino Teofilo dell'anno precedente, e ambivano soprattutto a saccheggiare Amorio, una delle città più grandi di Bisanzio. Teofilo con il suo esercito si scontrò con l'esercito arabo, condotto dal generale Afshin, nei pressi di Dazimon.
L'esercito bizantino, sfruttando la propria superiorità numerica, sembrò inizialmente poter avere la meglio, ma quando Teofilo risolse di condurre un attacco di persona, la sua assenza dalla postazione da cui in genere dava ordini alle truppe provocò il panico delle truppe bizantine, che temettero che fosse stato ucciso. Ciò, accoppiato a un potente contrattacco degli arcieri a cavallo turchi di Afshin, provocò la fuga dell'esercito bizantino. Teofilo e la sua guardia vennero assediati per qualche tempo in una collina, prima di riuscire a fuggire. La sconfitta fu determinante per la riuscita del brutale sacco di Amorio alcune settimane dopo, una delle disfatte più serie subite da Bisanzio nel corso delle guerre arabo-bizantine.

## Contesto storico
Nell'829, quando il giovane imperatore Teofilo (regnante dall'829 all'842) ascese al trono bizantino, i Bizantini e gli Arabi si stavano combattendo sporadicamente da circa due secoli. Personalità ambiziosa e anche aderente convinto all'Iconoclastia, Teofilo tentò di legittimare il suo regime e la sua politica religiosa ottenendo successi militari contro il Califfato abbaside, l'antagonista per eccellenza dell'Impero. Nel corso degli anni 830, Teofilo sferrò una serie di campagne contro il Califfato. Esse furono solo moderatamente vittoriose, ma sufficienti per la propaganda imperiale per ritrarre Teofilo nella tradizionale maniera romana come "imperatore vittorioso". Nell'837, Teofilo condusse di persona una campagna nella regione dell'alto corso dell'Eufrate, saccheggiando le città di Arsamosata e Sozopetra – che alcune fonti indicano come il luogo di nascita del Califfo abbaside al-Mu'tasim (r. 833-842) – e costringendo la città di Melitene a pagare un tributo e a inviare ostaggi in cambio dell'essere risparmiata.
In tutta risposta, al-Mu'tasim decise di sferrare una spedizione punitiva contro Bisanzio, mirando ad espugnare le due più importanti città bizantine dell'Anatolia centrale, Ancyra e Amorio. Quest'ultima era probabilmente la città più grande dell'Anatolia in quel tempo, oltre al luogo di nascita della regnante dinastia amoriana e di conseguenza di importanza particolarmente simbolica; secondo le cronache, i soldati di al-Mu'tasim dipinsero la parola "Amorion" sui loro scudi e insegne. Un enorme esercito fu radunato a Tarso (80 000 soldati secondo Treadgold), che fu quindi suddiviso in due armate. L'armata settentrionale, sotto Afshin, avrebbe invaso il Thema degli Armeniaci dalla regione di Melitene, unendosi alle forze dell'emiro della città, Omar al-Aqta. L'armata meridionale, quella principale, comandata dal Califfo stesso, avrebbe oltrepassato le Porte Cilicie per invadere la Cappadocia e dirigersi verso Ancyra. Dopo l'espugnazione della città, le armate arabe si sarebbero riunite e avrebbero marciato ad Amorio. L'armata di Afshin comprendeva, secondo Giovanni Scilitze, l'intera armata araba di Armenia, e annoverava un numero stimato tra i 20 000 (Haldon) ai 30 000 soldati (Treadgold), tra cui vi erano all'incirca 10 000 arcieri a cavallo turchi.
Nel frattempo, Teofilo, venuto a conoscenza delle intenzioni del Califfo, partì da Costantinopoli all'inizio di giugno. La sua armata comprendeva i soldati dei Themata anatolici e probabilmente anche di quelli europei, i reggimenti di élite tagmata, oltre a un contingente di Khurramiti curdi e persiani. Sotto il loro comandante Nasr (convertito al Cristianesimo e battezzato con il nome di Teofobo), questi soldati erano fuggiti dalla persecuzione religiosa nel Califfato, e avevano disertato in favore dell'Impero negli anni precedenti, formando la cosiddetta "tourma persiana". Dopo aver posto il suo accampamento a Dorylaion, l'Imperatore divise le sue armate: inviò alcuni distaccamenti a rinforzare la guarnigione di Amorio, mentre egli stesso, con il resto dell'esercito (circa 25 000 secondo Haldon e 40 000 secondo Treadgold), si sarebbe diretto a interporsi tra le Porte Cilicie ed Ancyra.

## Battaglia

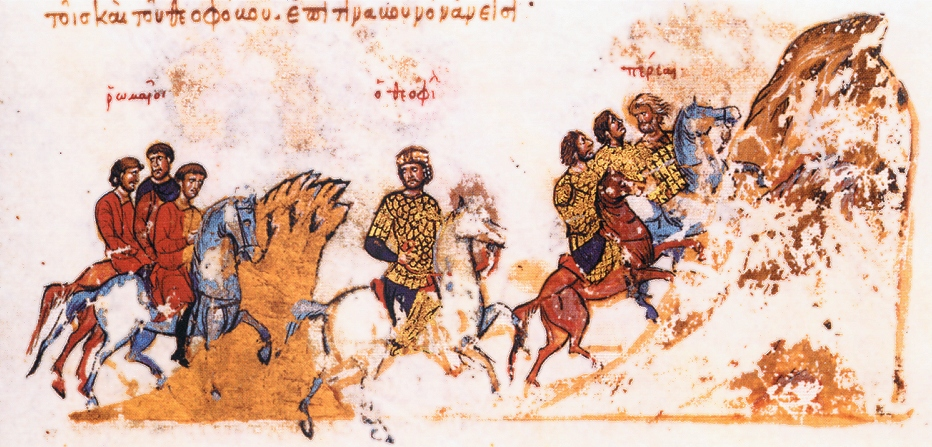
L'esercito bizantino e Teofilo si ritirano verso una montagna (miniatura dallo Scilitze di Madrid)

A metà giugno, Afshin attraversò la catena montuosa dell'Anti-Tauro e si accampò nei pressi del forte di Dazimon (Δαζιμῶν, moderna Dazmana), tra Amaseia e Tokat, un luogo strategicamente importante che serviva come punto di concentrazione (aplekton) anche per i Bizantini. Alcuni giorni dopo, il 19 giugno, l'avanguardia del principale esercito abbaside invase il territorio bizantino, seguita due giorni dopo dal Califfo con il grosso dell'esercito arabo. Teofilo fu informato di questi movimenti a metà luglio. L'armata di Afshin era inferiore numericamente, ma minacciava di tagliare le sue linee di rifornimento. Conseguentemente, l'Imperatore marciò ad oriente per confrontarsi con Afshin. Il 21 luglio, l'esercito imperiale giunse in prossimità dell'esercito arabo, e si accampò su una collina nella pianura di Dazimonitis a sud del forte di Dazimon, chiamato Anzen (in greco: Ἀνζῆν).
Sebbene i principali generali di Teofilo, Teofobo e il Domestico delle Scholae Manuele, gli consigliassero un attacco a sorpresa notturno, l'Imperatore si schierò dalla parte degli altri ufficiali e decise di attendere e lanciare il suo attacco il giorno successivo. L'esercito bizantino attaccò all'alba e all'inizio la battaglia sembrò procedere in modo favorevole per essi: spinsero un'ala dell'esercito nemico a indietreggiare, infliggendo una perdita di 3 000 soldati agli Arabi. Teofilo risolse di rinforzare l'altra ala, e distaccò 2 000 bizantini e il contingente curdo per farlo, abbandonando la sua postazione e passando dietro le linee del suo proprio esercito. A questo punto, tuttavia, Afshin lanciò i suoi arcieri a cavallo turchi in un feroce contrattacco che fermò l'avanzata bizantina e permise agli Arabi di raggrupparsi. Le truppe bizantine notarono l'assenza dell'Imperatore, e, pensando che fosse stato ucciso, cominciarono a demoralizzarsi. Ciò ben presto risultò in una ritirata disordinata; alcuni fuggirono fino a Costantinopoli, portando nella capitale la voce falsa della presunta uccisione dell'Imperatore. Alcune unità, tuttavia, furono apparentemente in grado di ritirarsi in ordine e assembrarsi in un luogo chiamato Chiliokomon.
Teofilo si trovò isolato con i suoi tagmata e i Curdi sulla collina di Anzen. Gli Arabi procedettero a circondare la collina, ma i Bizantini vennero salvati da una pioggia improvvisa, che impedì agli archi turchi di essere efficaci. Afshin, pertanto, decise di utilizzare catapulte per costringere i Bizantini alla resa. Al contempo, gli ufficiali di Teofilo, temendo un possibile tradimento delle truppe curde, lo persuasero a ritirarsi. Passando attraverso le linee arabe e rischiando di essere ucciso nel corso di questo tentativo di fuga (le fonti accreditano o Manuele, che poi sarebbe deceduto proprio a causa di questo tentativo, o Teofobo del merito di aver salvato l'Imperatore proteggendolo dagli attacchi nemici), Teofilo e la sua piccola scorta riuscirono a raggiungere Chiliokomon, dove riassemblò gradualmente i resti del suo esercito.

## Conseguenze

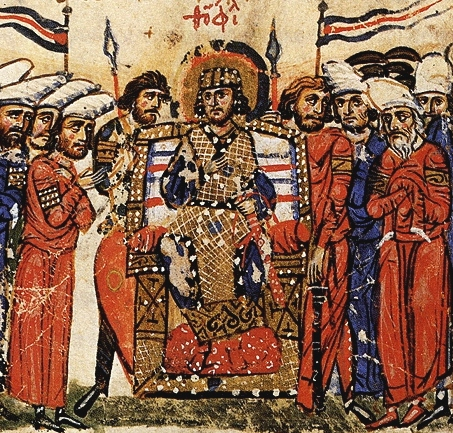
L'imperatore Teofilo e la sua corte (dallo Scilitze di Madrid)

In seguito a questa sconfitta, a causa delle voci circolanti a Costantinopoli della presunta uccisione dell'Imperatore nello scontro, la posizione di Teofilo divenne precaria. Per mettere al sicuro il proprio trono, Teofilo fu costretto ad abbandonare la campagna e a ritirarsi a Dorylaion, da dove ripartì per la capitale imperiale. Ancyra stessa fu lasciata abbandonata, e saccheggiata dall'esercito arabo il 27 luglio. Successivamente l'esercito arabo unito marciò senza trovare resistenza ad Amorio, che cadde dopo un assedio di due settimane. Della sua intera popolazione di circa 70 000 abitanti, solo all'incirca la metà sopravvisse al sacco brutale, per essere venduta come schiavi. La caduta della città fu una delle sconfitte più gravi subite da Bisanzio nel corso dell'intero IX secolo, sia dal punto di vista materiale che dal punto di vista simbolico. Fortunatamente per l'Impero, la notizia di una rivolta nel Califfato costrinse al-Mu'tasim a ritirarsi nei suoi territori.
Al contempo, Teofilo dovette fronteggiare la rivolta di Teofobo e dei suoi Curdi. Quando le voci della presunta uccisione di Teofilo nel corso della battaglia raggiunsero la capitale, il nome di Teofobo, che era imparentato con l'Imperatore per matrimonio ed era apparentemente un iconodulo, fu proposto da alcuni come il possibile nuovo imperatore. Ritornando in città, Teofilo richiamò il suo generale, ma quest'ultimo, timoroso di essere punito, fuggì con i suoi fedeli curdi a Sinope, dove fu proclamato imperatore. Nell'evento, tuttavia, Teofobo fu persuaso ad arrendersi pacificamente nell'anno successivo, mentre i reggimenti "persiani" furono aboliti e i suoi soldati dispersi per i temi.
Anche se fu percepita all'epoca come tragica per i Bizantini, la sconfitta ad Anzen e il conseguente sacco di Amorio da un punto di vista militare non furono di alcuna importanza a lungo termine per l'Impero, in quanto gli Abbasidi non riuscirono a sfruttare i loro successi. Essi, tuttavia, ebbero un ruolo cruciale nello screditare l'Iconoclastia, che aveva sempre fatto affidamento sui successi militari per essere legittimata. Spentosi Teofilo nell'842, la venerazione delle icone fu restaurata in tutto l'Impero come parte del Trionfo dell'Ortodossia. La battaglia di Anzen è anche degna di nota in quanto illustra le difficoltà dell'esercito bizantino dell'epoca contro arcieri a cavallo, un cambiamento notevole rispetto all'esercito del VI-VII secolo, quando tali capacità costituivano una parte fondamentale della dottrina tattica bizantina. È inoltre degna di nota per essere stata il primo confronto dell'esercito medio bizantino con i nomadi turchi dall'Asia Centrale, i cui discendenti, i Turchi Selgiuchidi, sarebbero emersi come principale antagonista di Bisanzio a partire da metà XI secolo.